# Casse-tête mécanique
Pour les articles homonymes, voir Casse-tête (homonymie).

Le casse-tête mécanique le plus célèbre : le Rubik's cube

Les casse-tête mécaniques sont des jeux de réflexion ou casse-tête, à classer dans la catégorie casse-tête tri-dimensionnel. La résolution du problème se fait par manipulation de l'objet ou de certaines parties. Les casse-tête sont généralement conçus pour un seul joueur. L'objectif est que le joueur découvre le principe de l'objet par la réflexion, plutôt que de trouver la solution par essais et erreurs (méthode heuristique).
Le casse-tête le plus célèbre est le Rubik's Cube, qui a obtenu le Spiel des Jahres (jeu de l'année) dans la catégorie solitaire en 1980 en Allemagne. Le casse-tête mécanique le plus ancien connu est le Tangram, inventé en Chine entre le VIIIe et le IVe siècle avant notre ère. En Occident, on trouve en Grèce des documents attestant de casse-tête mécaniques à partir du IIIe siècle av. J.-C. Depuis, on ne compte plus le nombre de jeux inventés sur le même concept.

## Histoire

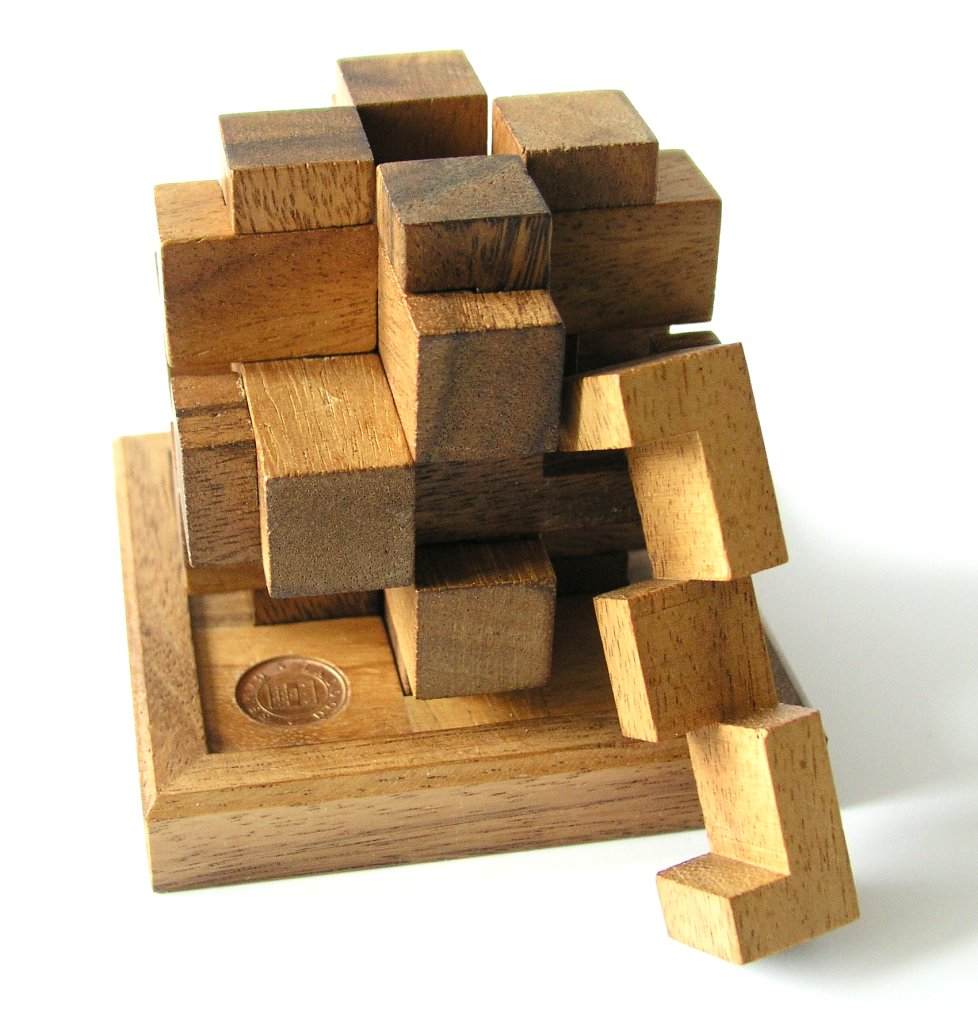
Puzzle dessiné par W. Altekruse

Le jeu Tangram, créé en Chine, selon une pieuse légende, entre -8 et -4 av. J.-C., mais plus probablement au XVIIIe siècle, est composé de plaquettes découpées dans un carré. À partir de ces formes simples, on les réassemble de manière à représenter des animaux, des bateaux ou autres formes. Auparavant, un jeu voisin, composé de 14 pièces, le stomachion, avait vu le jour en Grèce au IIIe siècle av. J.-C. Les formes modernes de jeu d'assemblage sont ensuite attestées en Iran, au XVIIe siècle, puis au Japon. Un livre en 1742 mentionne un jeu appelé Sei Shona-gon Chie No-Ita. Vers 1870 aux États-Unis, le jeu du Taquin fait son apparition, authentifié par une publication en 1879. Certaines versions du Taquin sont insolubles. En parallèle, le Tangram connaît un engouement dès 1820 en occident. La société Richter, de Rudolstadt commercialise en Allemagne de grandes quantités de Tangram, ainsi que des variantes, des jeux nommées « Anker-puzzles ».
En 1893, le professeur Hoffman écrit un livre intitulé "Puzzles Old and New". Il contenait, entre autres plus de 40 descriptions de casse-tête, avec leur solution. Ce livre était et reste un ouvrage de référence, avec des rééditions modernes[réf. nécessaire]. Le grand tournant fut cependant le XXe siècle, où l'on commença à breveter les casse-têtes : par exemple en 1890, W. Altekruse dépose un brevet pour une figure composée de 12 pièces identiques (voir photo). L'invention du plastique et autre matières ductiles ouvre la porte à de nombreuses nouvelles possibilités, à l'image du plus célèbre d'entre eux, le Rubik's cube, impossible à réaliser sans plastique moderne[réf. nécessaire].

## Variantes

### Casse-tête d'assemblage

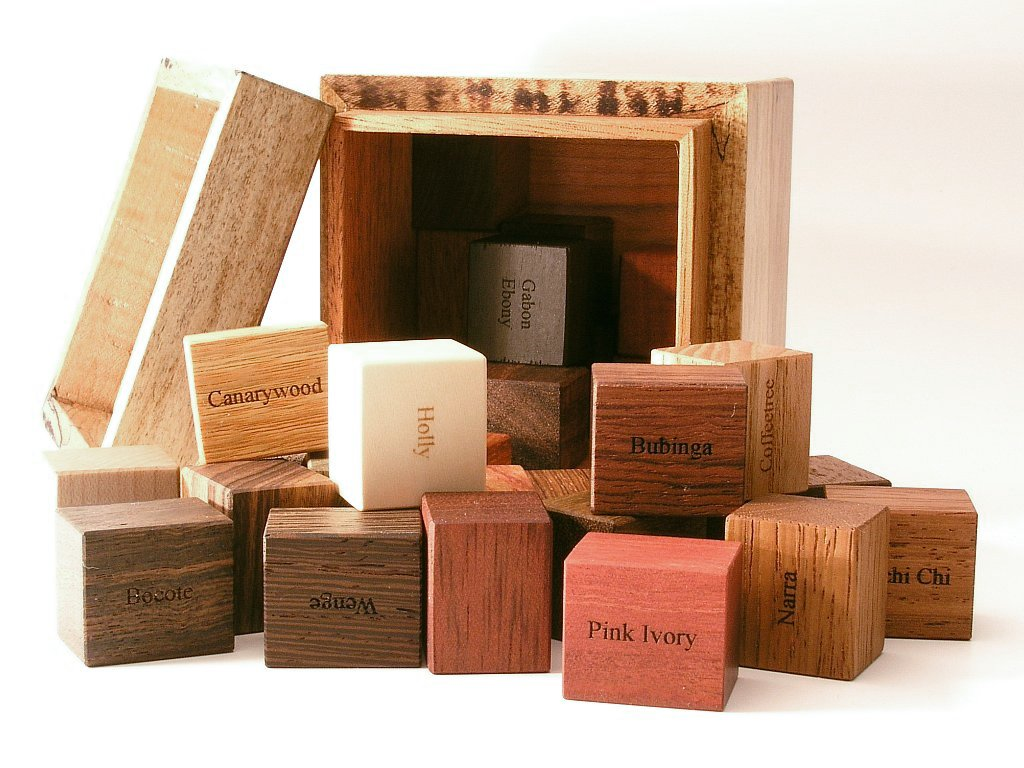
Le problème de la boîte d'Hoffmans

Dans cette catégorie, on trouve des casse-tête composés de différents morceaux qui doivent être rangés dans une boîte d'une forme définie ou assemblés dans une forme dite "la cible". Le Cube Soma de Piet Hein et le Pentamino décrit par Solomon Golomb sont des exemples de ce type de casse-tête, de même que le Tangram.
La photo montre une variante du problème de la boîte par Dean Hoffman. Un cube avec les longueurs des côtés A, B et C dans une boîte avec une longueur côté A + B + C, où les deux conditions suivantes doivent s'appliquer : A, B et C doivent être différentes, et la plus petite dimension doit être supérieur à {\displaystyle (A+B+CBE)/4}. Une variante possible pour A, B et C est de 18, 20, 22. La boîte doit ensuite avoir des dimensions intérieures à 60 × 60 × 60.
Les machines modernes comme la découpe au laser, permettent de construire des casse-tête d'assemblage complexes en bois ou en plexiglas bidimensionnels. Cette dernière technique est actuellement très utilisée, notamment grâce à l'aspect décoratif des formes géométriques.
Même l'ordinateur est utile pour de nouvelles idées. Il permet la recherche exhaustive des solutions. Avec son aide, le jeu peut être conçu de telle sorte qu'il ait le moins de solutions possibles et est donc relativement complexe.
Le travail avec des matériaux transparents permet de voir l'empilage des pièces. La solution est donc une image visible. Par exemple un jeu se compose de plaquettes dont un angle est coloré, et qui forment une sorte de roue des couleurs après empilage.

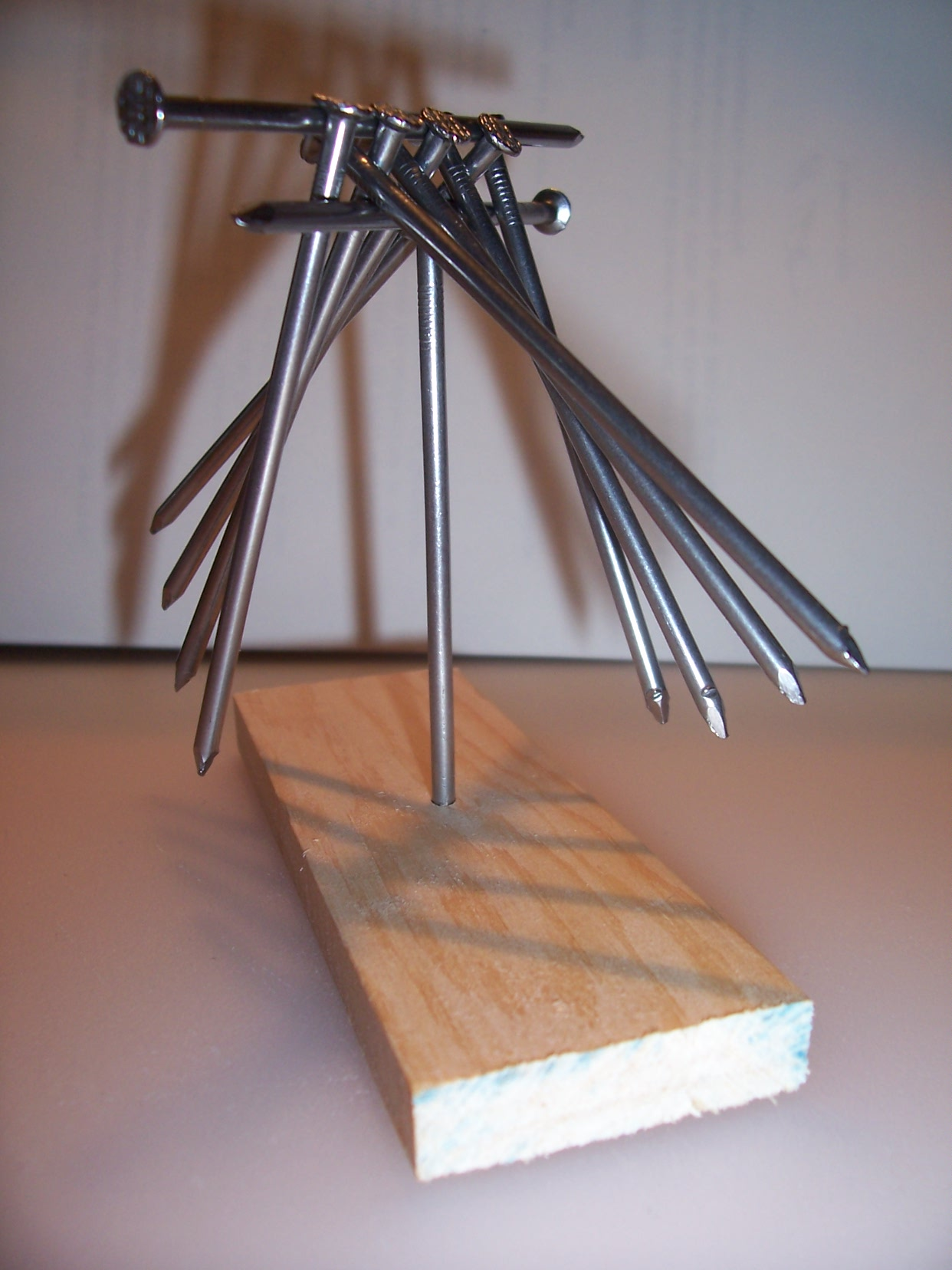
La solution au jeu des clous

Le jeu des clous est un jeu facile à réaliser. Le défi consiste à faire tenir un grand nombre de clous sur la tête d'un seul d'entre eux. La solution est d'articuler une structure, à l'aide des têtes de clous, et poser celle-ci en équilibre sur le premier d'entre eux.

### Casse-tête de démontage

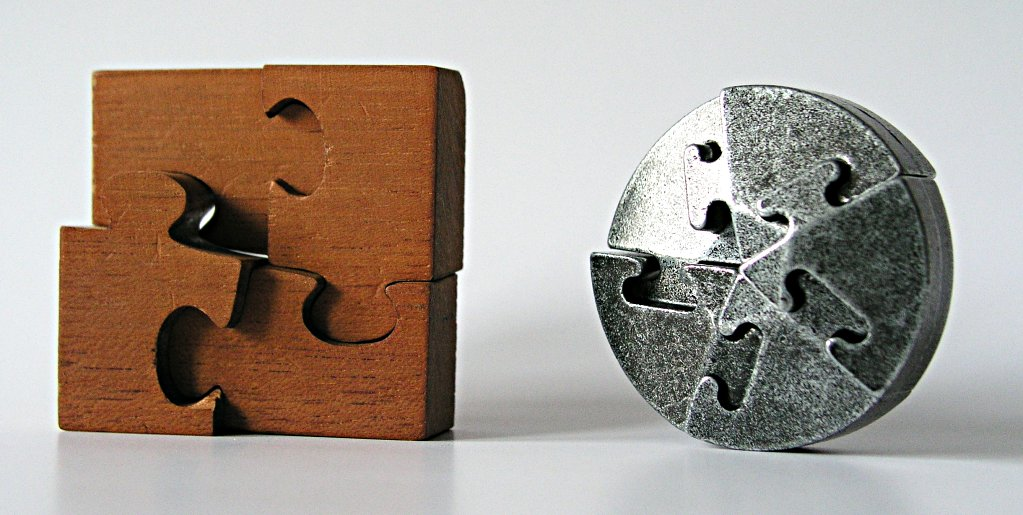
Deux jeux de démontage

Les casse-tête de cette catégorie doivent normalement être ouverts ou démontés en plusieurs parties. Pour cette gamme, il faut trouver par essais le mécanisme secret de verrouillage. Sont également inclus dans cette catégorie des jeux en métal, où plusieurs parties sont accrochées ensemble.
Les deux jeux sur l'image ci-contre sont particulièrement bien adaptés pour les discussions de fin de repas, car leur apparente simplicité est un leurre. Nombreux sont ceux qui se cassent les dents en essayant de les ouvrir. Le problème réside dans la forme des dents d'engrenage : ils sont de forme conique, ce qui ne permet qu'une seule direction. En tournant toutes les pièces dans cette direction, la dernière bloque la première...
Cette catégorie comprend également les très populaires boîtes du Japon avec des mécanismes d'ouverture secrète. Ces boîtes ont des mécanismes de verrouillage souvent cachés, plus ou moins complexes, et lorsqu'elles sont ouvertes libèrent éventuellement une petite cavité. Les tailles des boîtes et les complexités des mécanismes sont très variées. Parfois une simple manipulation suffit, parfois il faut tourner l'objet complet dans une succession de rotations... et on a vu un coffre fort qui s'ouvrait lorsqu'un certain volume d'eau était versé dans un trou, le poids du liquide tombant dans un récipient le faisait basculer dans une position précise libérant le mécanisme.
Enfin, dans la même idée, on trouve les serrures, souvent sous la forme d'un cadenas, qui ont un mécanisme unique de verrouillage. Il faut ouvrir la serrure, parfois il est au contraire plus dur de la remettre dans son état d'origine. Un exemple d'une serrure est le Himitsu Bako.

### Casse-tête de verrouillage

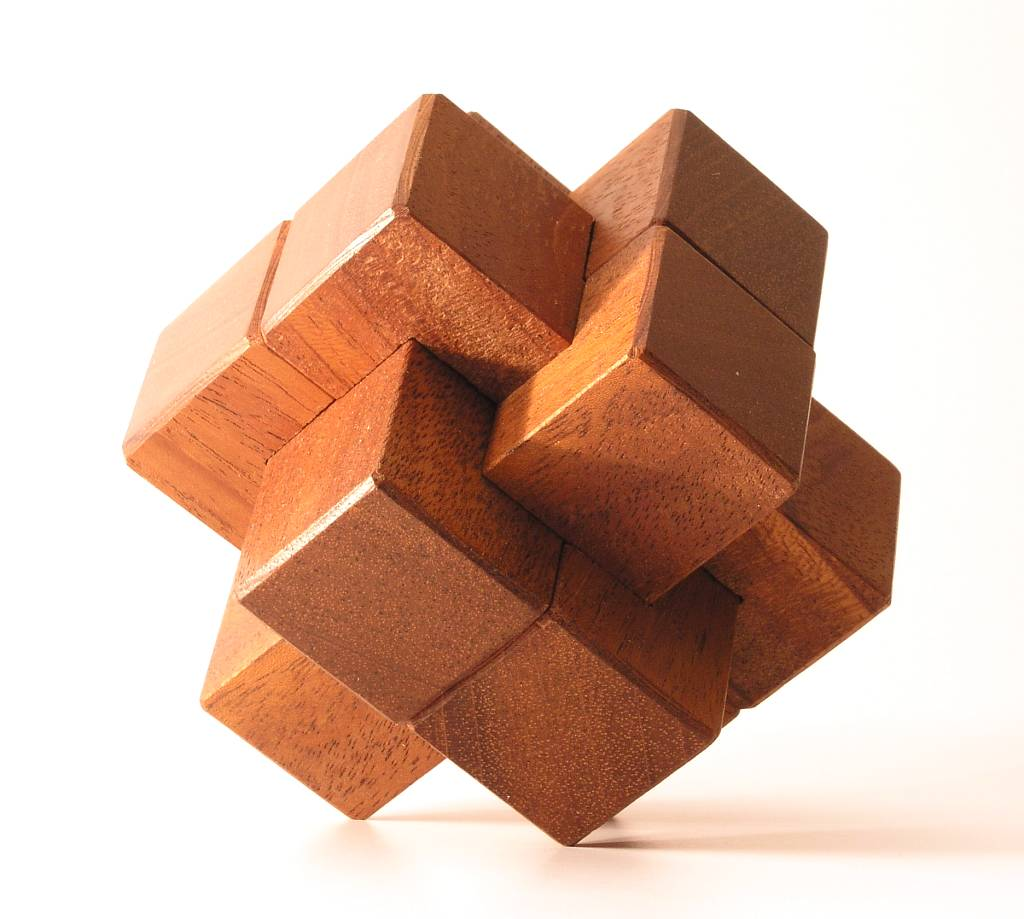
Un nœud de bois chinois

L'exemple le plus connu de casse-tête de verrouillage est le nœud de bois chinois. Le but du jeu est de séparer puis assembler de nouveau les éléments. Contrairement aux puzzles ou à certaines autres catégories de jeux d'assemblage, le déverrouillage de ces jeux consiste en lui-même une difficulté. Le degré de difficulté de ce puzzle est donné par le nombre de mouvements qui sont nécessaires pour sortir la première partie du puzzle, qu'on appelle la clé, et qui permettra le démantèlement du reste. La version de nœud chinois présenté ci-contre, conçue par Bill Cutler, nécessite 5 mouvements.
On connait ces jeux depuis au moins le début du XVIIIe siècle. Le catalogue de Bestelmeier en 1803 en comporte deux ; et le livre du professeur Hoffman en présente deux également. Au début du XIXe siècle, le marché japonais se développe, et prend une direction différente. En effet, alors qu'en occident les formes géométriques demeurent la norme, le Japon développe une variété de jeux sous forme d'animaux, maisons et autres objets.
Dernièrement, il est devenu possible avec l'aide d'ordinateurs d'effectuer des analyses de séries complètes de ces jeux. Au début de ce processus, Bill Cutler a fait une analyse de tous les nœuds de bois chinois. D'octobre 1987 à août 1990, 35657131235 variantes différentes ont été analysées. Les calculs ont été effectués sur plusieurs machines simultanément pour un temps de calcul total de 62,5 années. D'autres analyses régulières sont faites sur de nouvelles formes, de nouveaux développements, le niveau atteint aujourd'hui des niveaux de complexité jusqu'à 100 pièces, qu'un humain ne peut résoudre. Le développement ultime est un solide d'un nombre de pièces infinis, solvable uniquement par ordinateur.
Toutefois, certains mouvements ne sont aujourd'hui pas pris en compte par les programmes actuellement disponibles. En particulier les rotations doivent toujours être résolues à la main. Les puzzles sans angles droits frôlent une autre limite de ces programmes. Stewart Coffin développe depuis les années 1960 un grand nombre de jeux basés sur le losange dodécaèdre, avec des bandes hexagonales ou triangulaires. La forme finale de ces jeux est extrêmement irrégulière, une dernière étape de conception des jeux donne à ces assemblages une forme d'objet ordinaire. En outre, les angles de 60 degrés permettent des dessins dans lesquels plusieurs objets doivent être déplacés simultanément. Stewart Coffin a pu créer un casse-tête nommé le bouton de rose, exploitant totalement cette technologie. Les 6 parties de ce puzzle se touchent par une extrémité sur l'arête, et sont simultanément déplacées vers le centre.

### Casse-tête à dénouer

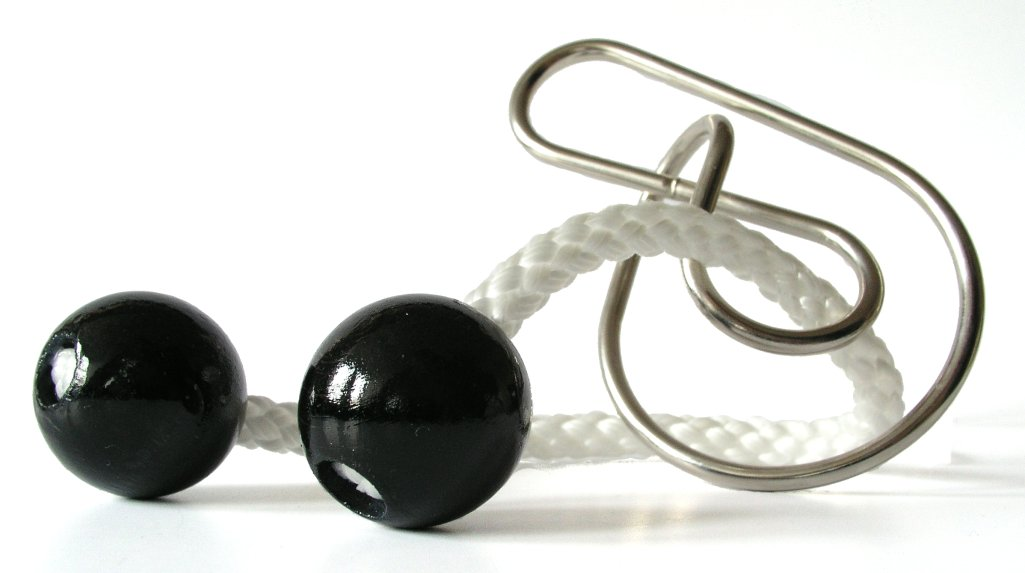
Un jeu à dénouer : Enlever la ficelle avec les deux boules de la structure métallique

Ces casse-tête se présentent sous l'apparence de ficelles et/ou de fils métalliques. Le but du jeu est de séparer les éléments, selon leur topologie. Le concept du nœud ne s'entend pas au sens du nœud à desserrer, comme un nœud marin, mais nécessitant une astuce.
La photo montre un représentant de cette catégorie simple qui peut encore être résolu par hasard. Parmi les jeux à dénouer utilisant les ficelles, celles-ci sont terminées de boules de bois ou en anneaux et le support n'est pas systématiquement en métal (ni même en bois, voir les cas utilisant des bouteilles de vin comme élément à dénouer).

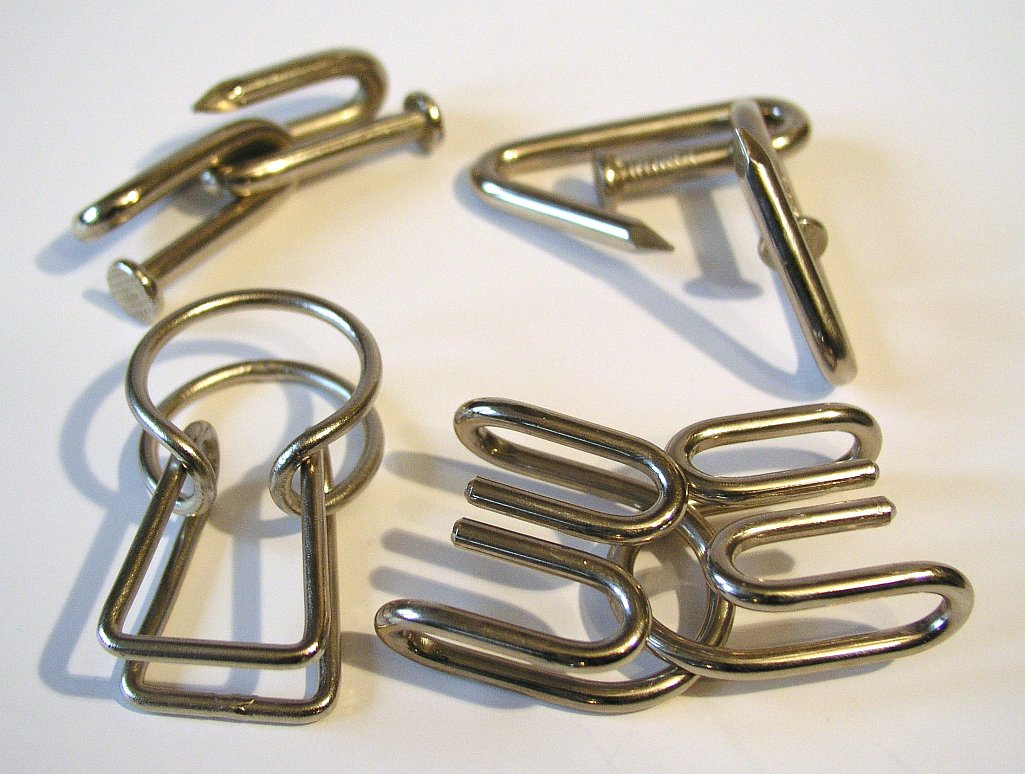
Quatre boucles métalliques

Il existe un autre type de jeu à dénouer dans lequel les éléments à séparer sont deux ou plusieurs fils métalliques noués entre eux.
L'utilisation de ces casse-tête s'est répandue à la fin du XIXe siècle, lorsque les puzzles sont devenus une mode. Un grand nombre de jeux à dénouer encore disponibles aujourd'hui trouvent leur origine à cette période.
Un exemple célèbre de casse-tête à dénouer est basé sur des anneaux, en particulier la configuration dite des anneaux chinois ou baguenaudier. Une longue ficelle est entremêlée en boucle dans un réseau d'anneau fichés sur des piques de taille décroissante. Le nombre d'étapes nécessaires est souvent exponentielle à mesure que le nombre d'anneau augmente. Selon la légende, les chevaliers du Moyen Âge pouvaient donner des anneaux chinois à leur épouse pour tuer le temps pendant leur longue absence.
Niels Bohr utilisait un puzzle à dénouer appelée Tangloide pour illustrer auprès de ses étudiants les qualités du spin.

### Pliage de papier

Exemple d'un puzzle de pliage, Vesa Timonen (2002).

Ces puzzles sont des morceaux de papier imprimés qui doivent être pliés de telle sorte qu'une image cible particulière soit atteinte. Un très bon exemple est montré dans l'image. Pliez le carré de papier afin que les quatre places avec les numéros forment un autre carré sans espace. Cette énigme est assez compliquée.
Chacun a fait l'expérience de replier une carte ou un dépliant suivant la direction apparente des plis, pour lui rendre son état originel. Sans être qualifiée de casse-tête, l'étonnante complexité de l'opération amuse.

### Carafe truquée

Exemple de carafe truquée

Le but de cet exercice est de boire le contenu de la carafe sans renverser le liquide. Le col du récipient est plein de trous, qui ne posent pas de problème pour remplir la carafe, mais empêchent de verser par le bec. Sur l'image ci-dessous, la solution consiste à boire par le trou à l'extrémité supérieure de la poignée creuse. Il existe d'autres versions. Ce jeu est très ancien, des carafes truquées ont été découvertes dans des fouilles dès l'époque phénicienne ou grecque. Au IXe siècle, des carafes truquées sont décrites en détail dans un livre en Turquie, on en trouve encore aujourd'hui dans les souks. On trouve également ces récipients jusqu'en Chine, à partir du XVIIIe siècle.

### Jeux d'adresse

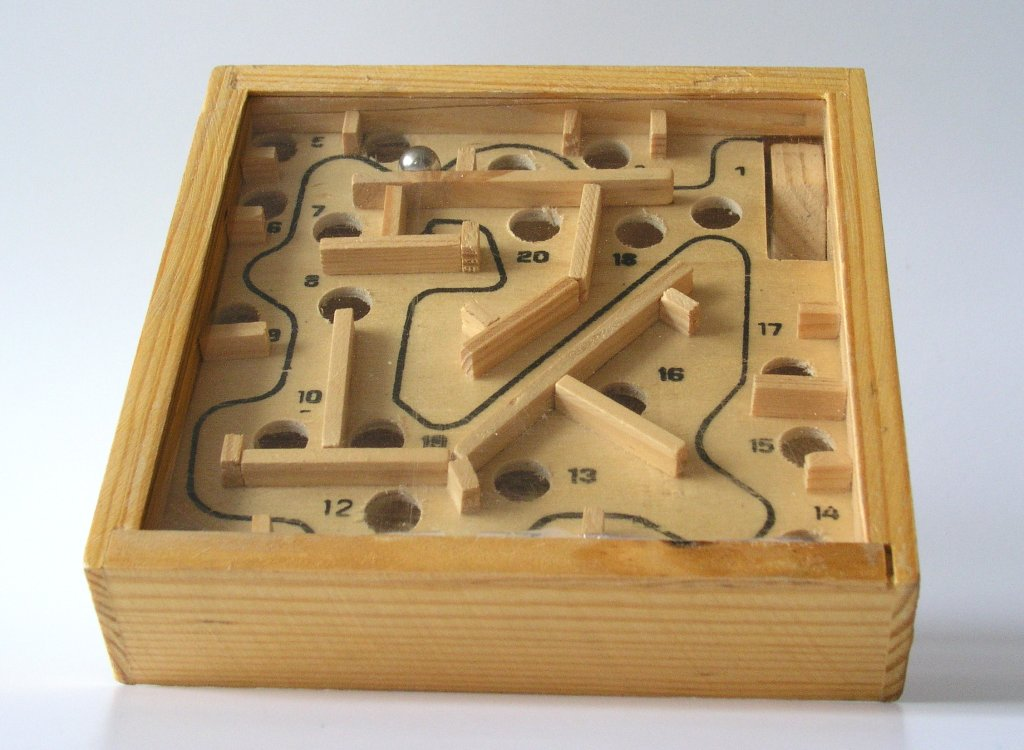
Faire rouler la bille le long du trait jusqu'au but sans tomber dans les trous en inclinant le plateau

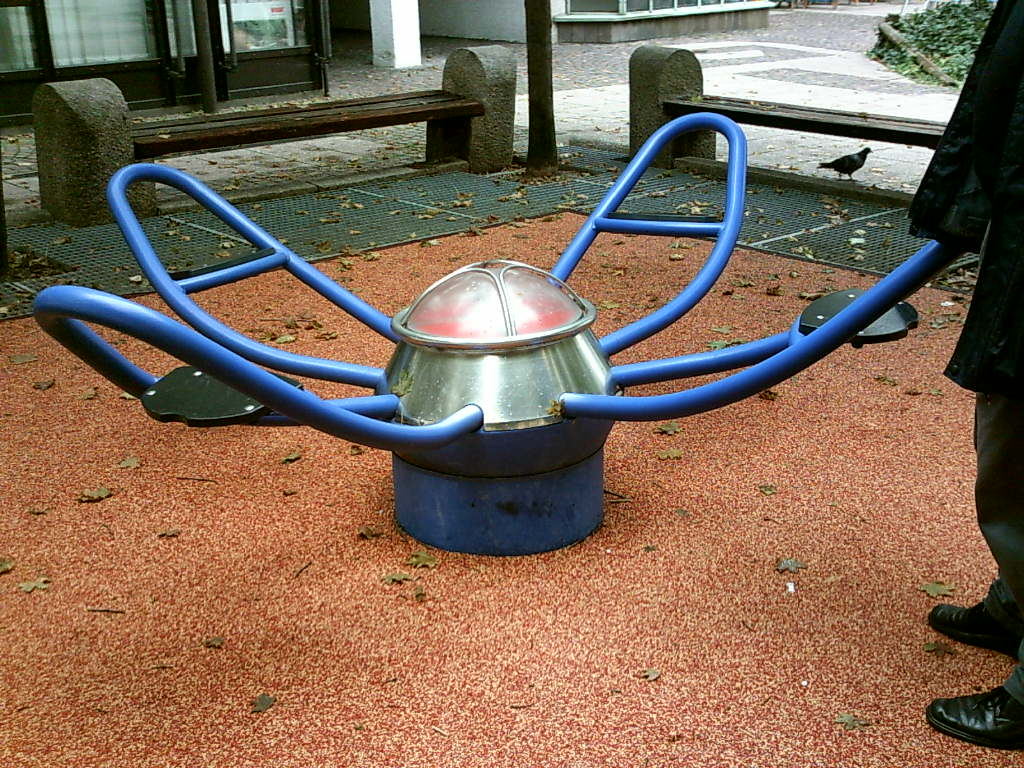
Placer le ballon dans le but

Cette catégorie ne reprend pas l'esprit des jeux, car il y a plus l'habileté et de persévérance que de réflexion. On trouve en grande quantité des petites boîtes rondes de quelques centimètres de diamètre, avec un couvercle transparent, et dont l'objectif est de déplacer une petite bille jusqu'au centre en inclinant la boîte sans la faire tomber dans les trous du plateau. La version sur un plateau de bois est présenté ci-contre.

### Casse-tête de déplacements

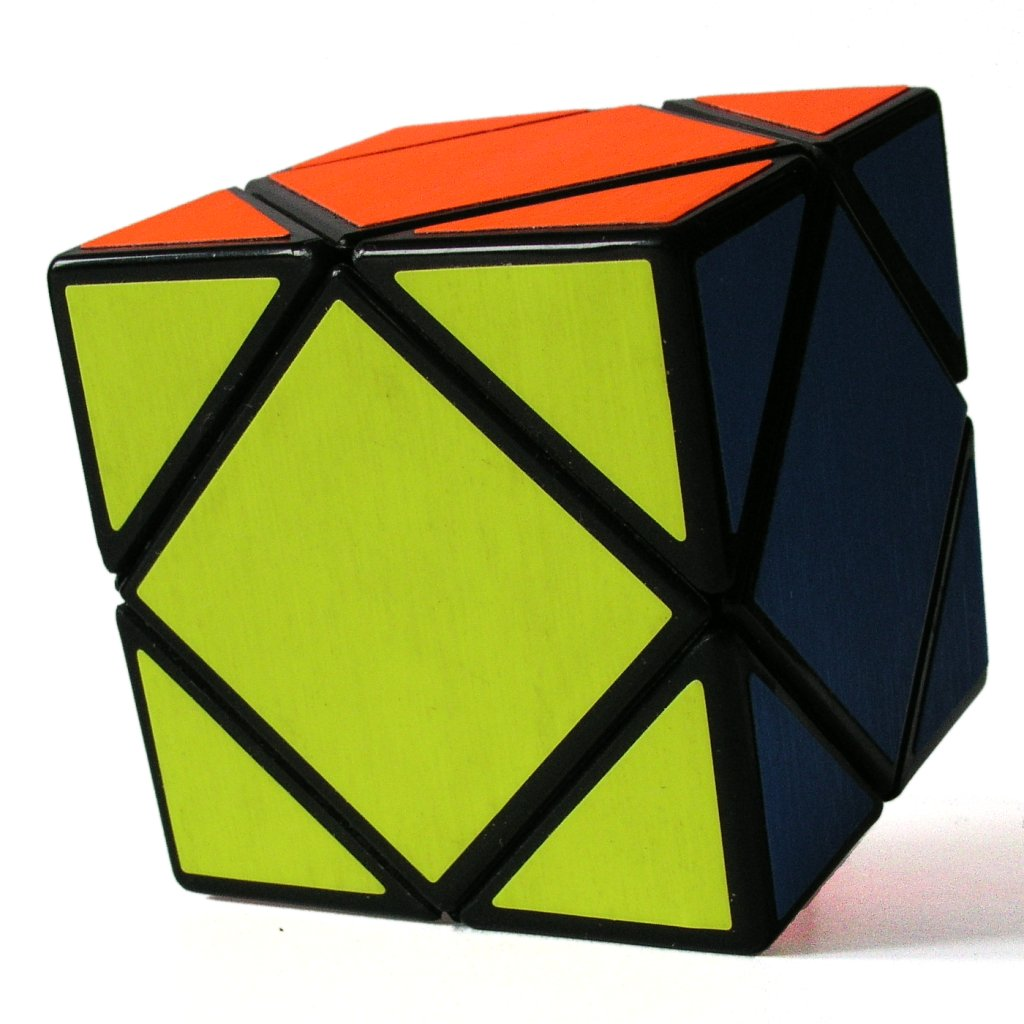
Un jeu appelé Skewb

Les casse-tête de déplacements exigent une manipulation répétée de pièces pour aboutir dans un état très spécifiques, avec parfois des règles simples supplémentaires. Le plus connu de ces jeux est les tours de Hanoï.
Cette catégorie comprend tous les taquins, dans laquelle un ou plusieurs morceaux doit être poussé à un certain endroit. Le plus connu est l'Âne rouge. Citons aussi le Rush hours ou le Sokoban.
Le Rubik's Cube a fait un énorme boom dans cette catégorie. Les variantes sont innombrables : en plus de cubes avec des dimensions de 2x2x2, 3x3x3, 4x4x4 et 5x5x5, on trouve des formes tétraédriques, de dodécaèdres, différents types de cylindres, des arrangements différents des axes de rotation avec la même forme de base, des formes rectangulaires, des cubes évidés, et diverses formes irrégulières.
La photo montre un Skewb, représentant moins connu de cette série. À l'inverse du Rubik's Cube, trop lourd, celui-ci peut-être résolu par quelques manipulations.